# كومايلاس
بلدية كومايلاس (بالإسبانية: Comillas)‏، هي إحدى بلديات منطقة كانتابريا, المصنفة على أنها مقاطعة أيضاً، في شمال إسبانيا.
يبلغ عدد سكانها 2.340 نسمة وفقاً لإحصائية سنة (2002).

## أعلام
- ألفونسو بيريز
- مانويل غارسيا
- توماس أنطونيو سانشيز